# Taenaris rebeli
Taenaris rebeli är en fjärilsart som beskrevs av Hans Fruhstorfer 1904. Taenaris rebeli ingår i släktet Taenaris och familjen praktfjärilar. Inga underarter finns listade i Catalogue of Life.